# Hunyadi (Adelsgeschlecht)

Wappen der Huniaden

Hunyadi [hˈʊnʝɔdiː] (in historischen Quellen auch Hunyady, rumänisch: Huniade oder Familia Corvineștilor), eingedeutscht Hunyaden, ist der Name eines ungarischen Adelsgeschlechts. Nach Ansicht der Mehrheit der Quellen, war es rumänischer (walachischer) Herkunft. Moderne Historiker behaupten, es sei auch kumanischer Abstammung.
Besondere Bedeutung erlangte das Geschlecht im späten Mittelalter. Matthias (Hunyadi) Corvinus (1443–1490) entriss den Habsburgern einen Großteil ihrer Länder und wurde König von Ungarn, Böhmen und Kroatien.

## Geschichte
Die Familie soll von Both, einem Nachfahren des Tochomerius, dem Führer eines rumänischen Feudalstaatengebildes südlich der Karpaten zwischen 1290 und 1310 und, laut einer Urkunde von König Karl von Anjou von 1332, Vater des Gründers des Fürstentums Walachei Basarab I., abstammen.
Das erste urkundlich nachweisbare Mitglied der Familie, Sohn des Both, führte den Namen Șerban (auch Serb oder Sorb; ungarisch: Csorba) und ließ sich, aus der Walachei kommend im Komitat Hunyad in Siebenbürgen nieder. Dessen Sohn Voicu (ungarisch: Vajk; englisch: Voyk oder Vojk) wurde 1409 von Sigismund von Luxemburg mit dem kleinen Gut Hunyad in Siebenbürgen belehnt geadelt.

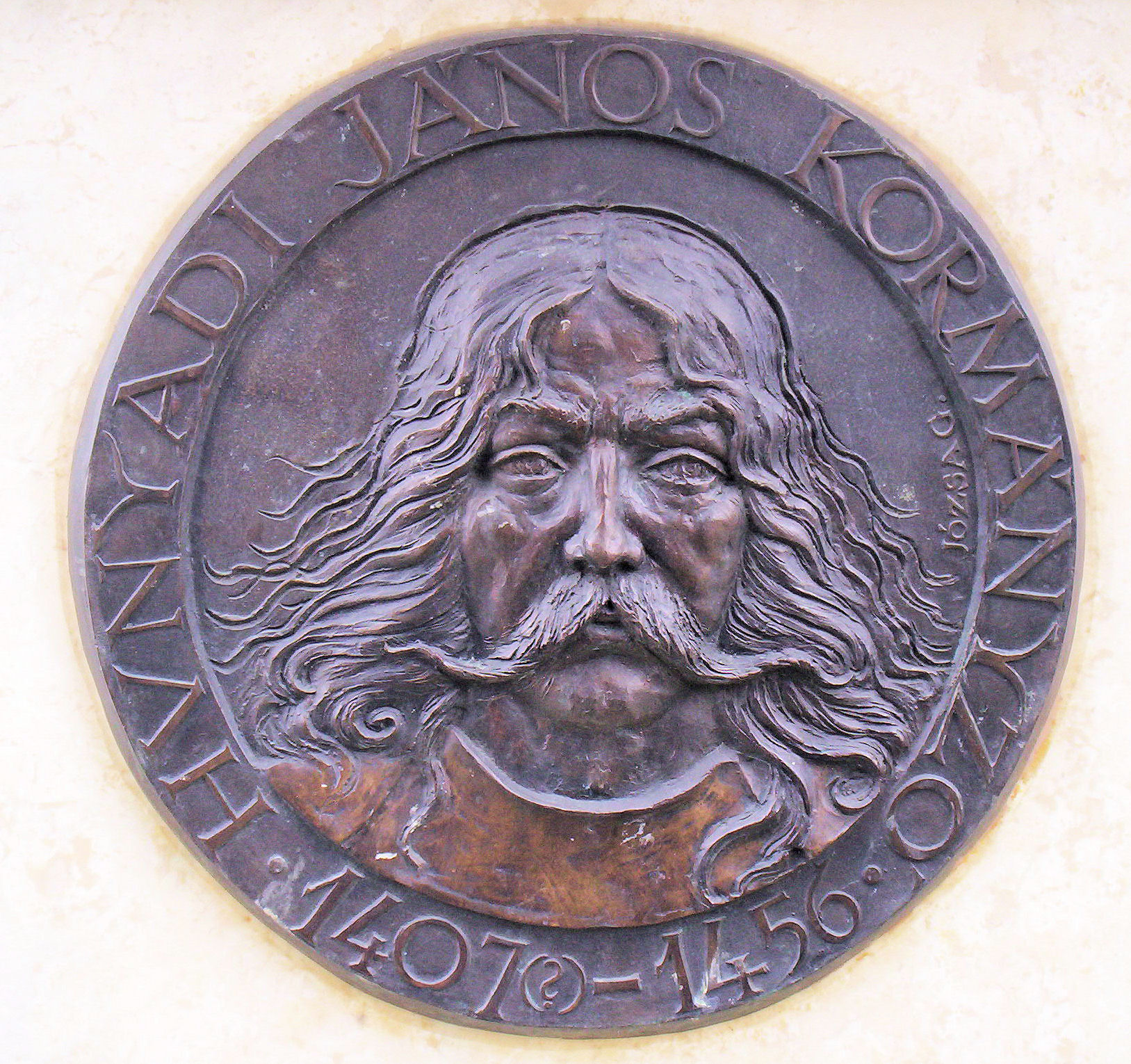
Johann Hunyadi (1407–1456)

Johann Hunyadi, auch János oder Iancu, (1407–1456), Sohn des Voicu und der Elisabeth Morzsinay (Margina), war ein für Ungarn tätiger Staatsmann. Er leitete seinen Familiennamen von dem vom Vater erstandenen Gut ab. Hunyadi ließ dort anstelle des alten Anwesens ab 1446 die Stammburg der Familie, die heutige Burg Hunedoara, damals Hunyadvár genannt, errichten. Für König Sigismund nahm er 1420 an den Hussitenkriegen teil und verjagte 1437 die Osmanen aus Smederevo. Für diese Dienste erhielt er zahlreiche Güter und einen Sitz im königlichen Rat. Er unterstützte 1439 die Königswahl von Wladyslaw III., der ihn zum Woiwoden von Transsilvanien machte. Als wichtigster Woiwode an der ungarischen Grenze zum Osmanenreich kam ihm eine besondere Rolle in den folgenden Auseinandersetzungen mit den Türken zu. Als Heerführer führte er die Truppen in den Kriegen gegen die Türken, unter anderem erfolglos in der Schlacht bei Warna 1444, in der König Władysław fiel, und in der zweiten Schlacht auf dem Amselfeld 1448. 1446 wurde er für den Kindkönig Ladislaus Postumus zum Reichsverweser gewählt, bis 1452 amtierte er als
Gouverneur des Königreichs Ungarn. Papst Nikolaus V. erhob ihn 1448 zum Prinzen, König Ladislaus ernannte ihn 1453 zum Grafen von Beszterce und Generalkapitän des Königreichs. 1456 organisierte er erfolgreich die Verteidigung von Belgrad gegen Mehmed II., starb jedoch anschließend im Lager an der Pest.

### Die Linie Hunyadi-Corvinus

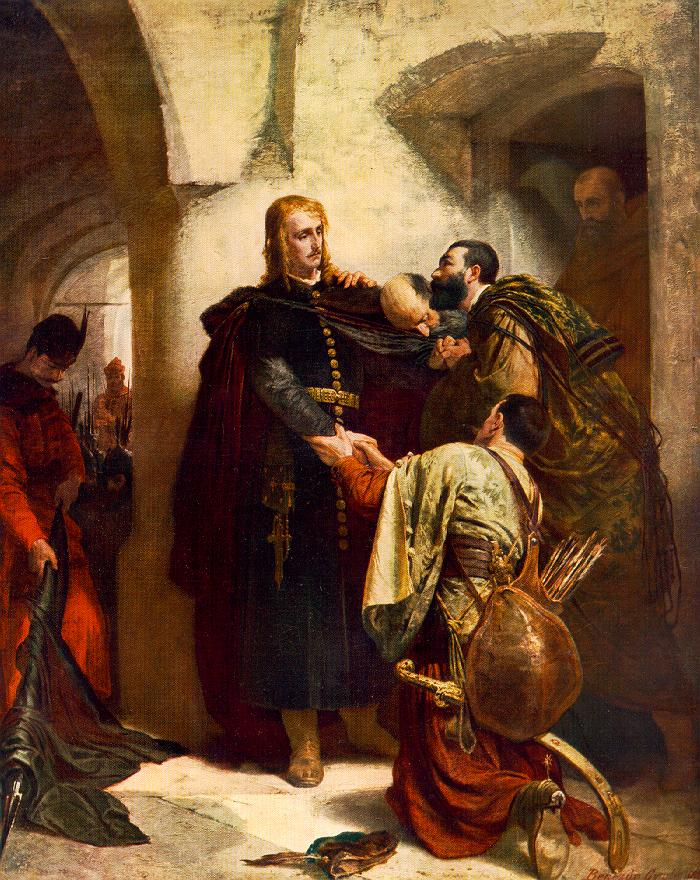
Ladislaus (László) Hunyadi (1433–1457), Ban von Kroatien-Dalmatien

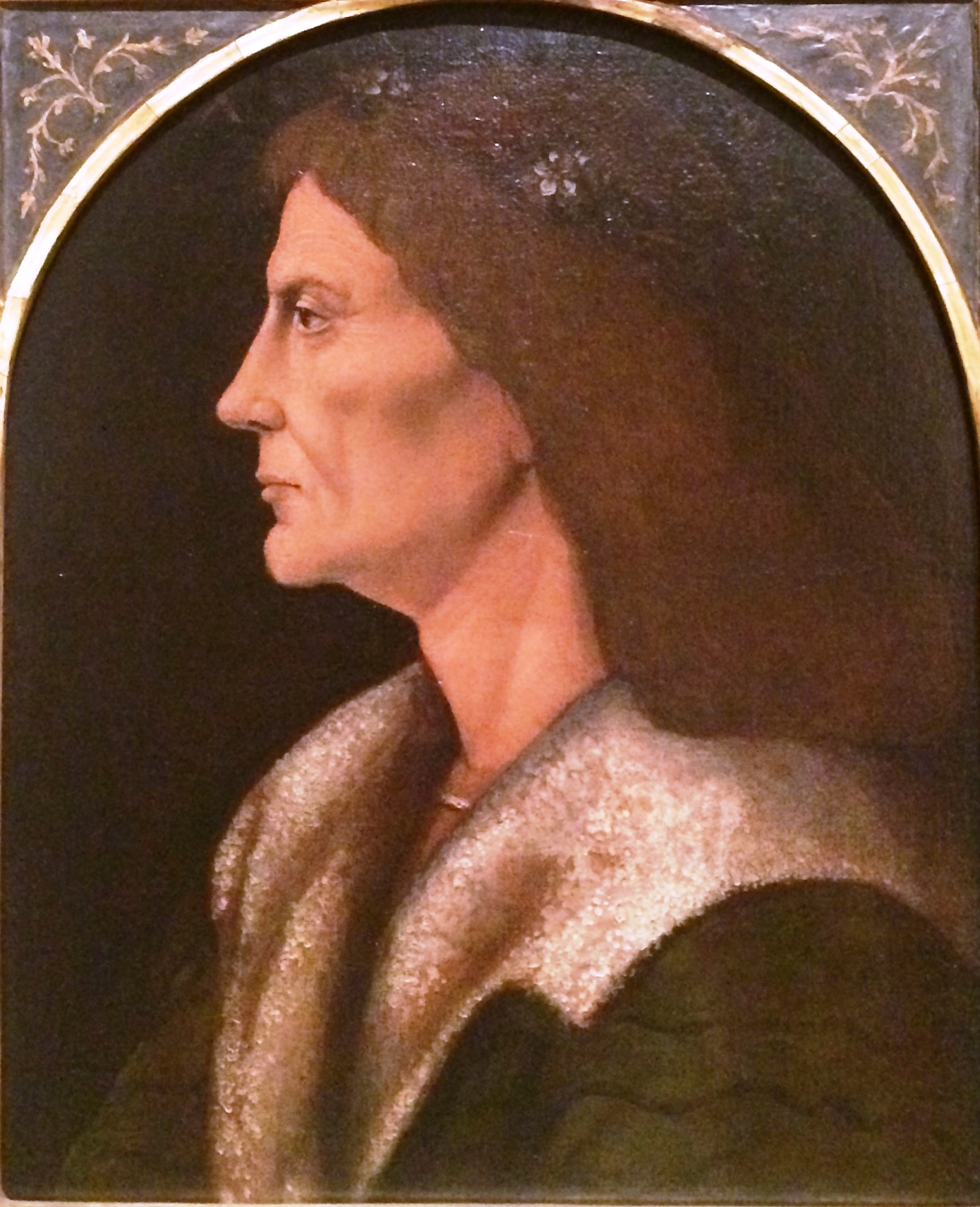
Matthias (Hunyadi) Corvinus (1443–1490), König von Ungarn, Böhmen und Kroatien

Ladislaus (László) Hunyadi (1433–1457) war der älteste Sohn des Johann und der Elisabeth Gräfin Szilágyi de Horogszeg und einer Zeit voller Intrigen und Machtinteressen ausgesetzt, die schließlich zu seinem frühen Tod führten. Er wurde bereits 1453 Ban von Kroatien-Dalmatien, musste jedoch auf Grund schwerer Beschuldigungen durch Ulrich II. Graf von Cilli (Celje) 1455 von diesem Amt zurücktreten. Derselbe Cilli bezichtigte die Familie nach dem Tod Johann Hunyadis der Untreue und verlangte die Abtretung aller Güter wegen angeblicher hoher Schulden gegenüber dem Staat. Nachdem ein Mordkomplott Cillis gegen Ladislaus gescheitert war, versuchte dieser den Hunyadi in Belgrad umzubringen, wurde aber von dessen Getreuen dabei getötet. König Ladislaus V. ernannte den Huniaden in Folge zum Schatzmeister und Generalkapitän des Königreichs Ungarn. Nachdem er mit dem König in Buda angekommen war, wurde er allerdings verhaftet, des Hochverrats bezichtigt und hingerichtet.
Matthias Hunyadi alias Matthias Corvinus (auch Hunyadi Mátyás, Matei Corvin, Matija Korvin) (1443–1490) war der jüngere Sohn Johann Hunyadis und der Elisabeth Gräfin Szilágyi de Horogszeg. Kaiser Sigismund hatte seinem Vater einen Wappenschild mit einem Raben (lateinisch: corvus) verliehen. Um die Annahme des Namens Corvin(us) ranken sich mehrere Legenden. Am wahrscheinlichsten ist, dass er einem seiner Hofgelehrten glaubte, der den Ursprung der Hunyadis auf das römische Geschlecht der Corvini zurückgeführt hatte, vielleicht aber auch mit der Stadt Kovin (Kubin, Keve, lateinisch Covinum) – „in Corvino vico“, wie Antonio Bonfini schrieb.
Matthias war 1458–1490 König von Ungarn und in Personalunion auch von Kroatien sowie von 1469 bis 1490 Gegenkönig von Böhmen. Er regierte faktisch in den Jahren 1485 bis 1490 von Wien aus die Habsburgischen Erblande, nachdem er zuvor weite Teile dieser erobert hatte.
Johann Corvinus (auch János, Jánoš, Ivaniš) (1473–1504) entstammte einer illegitimen Beziehung des Matthias Corvinus mit der Bürgerstochter Barbara Edelpöck und war dessen einziges Kind. Johann Graf von Hunyadi war Ban von Kroatien und Slawonien sowie unter anderem Herzog von Slawonien.
Mit dem Tod seines einzigen Sohnes Christoph (1499–1505) erlosch die Linie Hunyadi-Corvinus im Mannesstamm.

### Hunyady von Kéthely

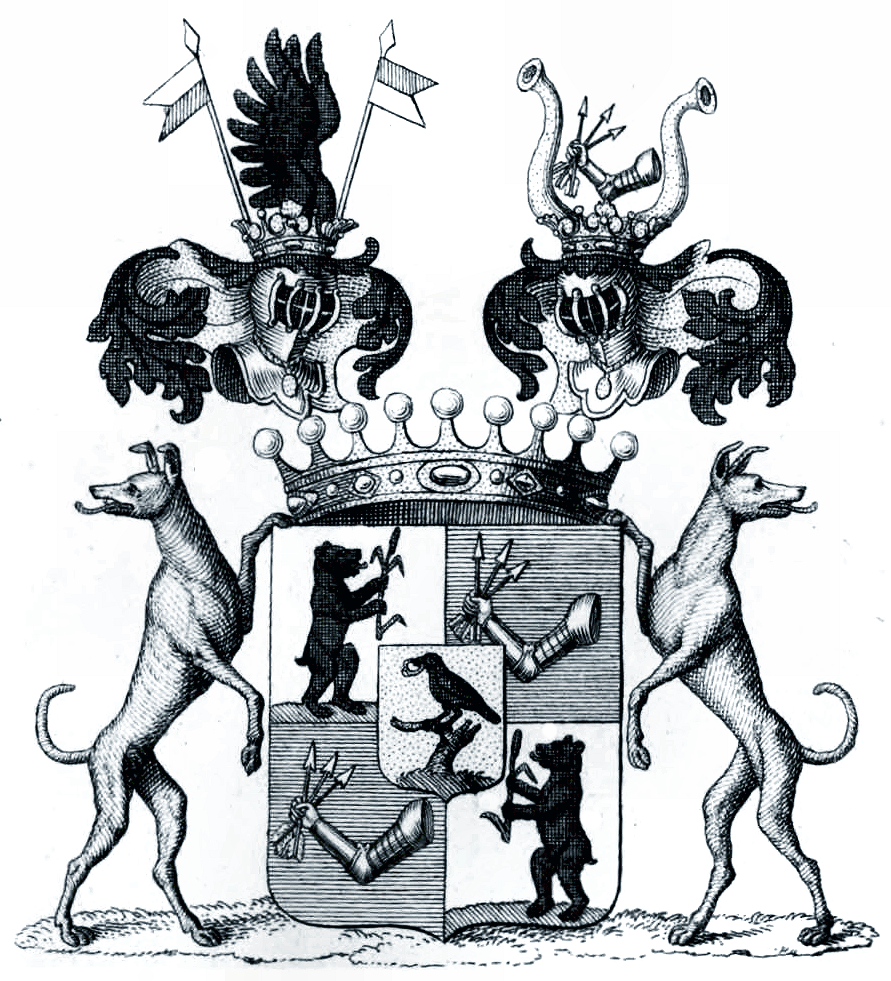
Wappen der Grafen Hunyady von Kéthely 1797

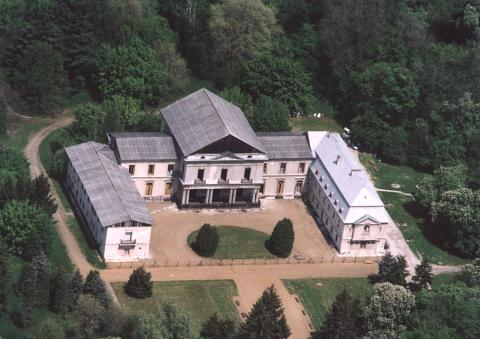
Schloss Hunyady in Kéthely, Ungarn

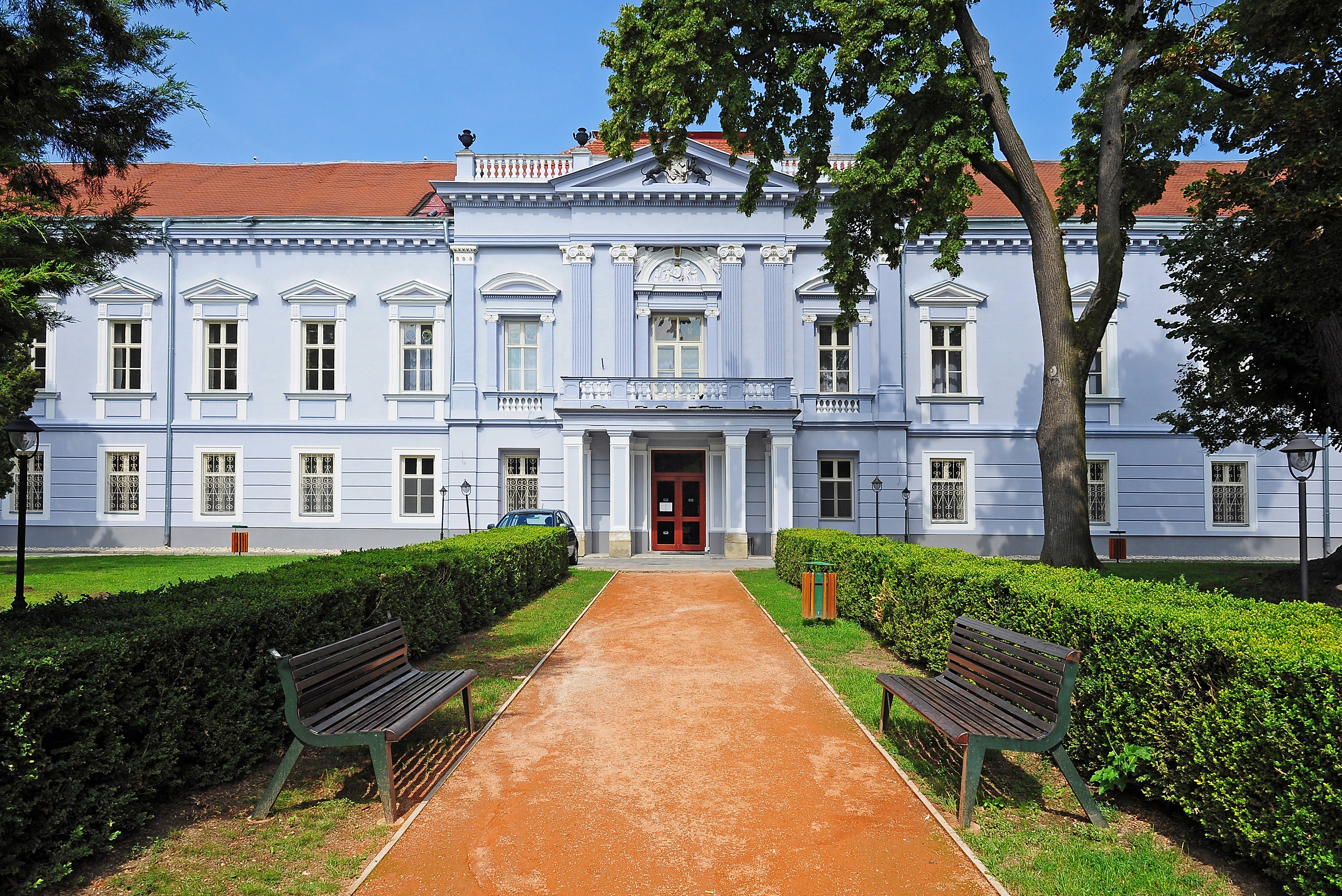
Schloss Ürmény (heute Mojmírovce, Slowakei)

Die Grafen Hunyady von Kéthely, auch Hunyadi de Kéthely, sind ein altes ungarisches Adelsgeschlecht, das manche Genealogen mit der berühmten Familie der Hunyaden in verwandtschaftliche Verbindung bringen. Georg Fejer schreibt in seinem Werk „Genus, incunabula et virtus Joannis Corvini de Huyad, regni Hungariae gubernatoris, argumentis criticis illustrata“ (Buda 1844), dass er „das Erschöpfendste und mannigfache Irrtümer Berichtigende“ gesagt habe. Auch Lehotzky, Benkö unterstützten diese These. Tatsache ist, dass die bis heute bestehende Familie der Grafen Hunyady von Kéthely ebenfalls den Raben mit dem Ring im Herzschild ihres Wappens führen. Dieser Rabe aber war das von König Sigmund dem oben wähnten Johann Hunyady verliehene Wappen, von welchem der Beiname Corvin, den dann Matthias führte, entstanden ist, und dessen Ursprung auf eine romantische, unter dem Titel „Der Rabe der Corvine“ bekannte Begebenheit zurückgeführt wird.
Genealogische Forschungen ergeben, dass ihr Ursprung in das Ende des 16. und den Anfang des 17. Jahrhunderts nachweisbar zurückreicht. Als Stammvater gilt Andreas Hunyadi, der 1607 von König Rudolf geadelt wurde. Er erwarb Kiskresztyen und Nyitraszegh in Oberungarn, heute Slowakei. Aus seiner Ehe mit Barbara Viszocsanyi entsprossen sechs Töchter und zwei Söhne. Der ältere Sohn, Ladislaus bzw. László († 1694), Vize-Gouverneur im Komitat Bars, und der jüngere, Franz († 1690), pflanzten das Geschlecht fort und bildeten zwei Linien, die ältere und die jüngere, gräfliche. Anfang des 18. Jahrhunderts kamen Besitzungen im Komitat Somogy an die Familie, später auch in Ürmény (heute Mojmírovce, Slowakei).
Franz’ Enkel Georg (1693–1770, Jesuit seit 1711, Professor für Rhetorik und Poetik an der Universität Tyrnau, später Rektor verschiedener Kollegien) und Anton wurden am 24. März 1753 von Kaiser Franz I. Stephan in den Freiherrenstand erhoben. Seinem Sohn Johann (1772–1827) wurde von Kaiser Franz II. am 6. Juni 1792 der ungarische Grafenstand, sodann, nach Megerle von Mühlfeld, dem Grafen Joseph (1773–1822) am 8. März 1797 zu Wien auch der Reichsgrafenstand verliehen. Von 1814 bis 1821 veranstaltete er in Ürmény die ersten Pferderennen in Mitteleuropa, mit bis zu 40.000 Zuschauern. Er war mit Therese Gräfin Pálffy verehelicht, zu den Nachfahren gehören Josef von Hunyady und Karoline Gräfin Hunyady. Graf Kálmán Hunyady de Kéthely (1828–1901) war der erste Präsident des Wiener Trabrennvereins. Seine Schwester Julia (1831–1919) war seit 1853 mit Mihailo Obrenović, Fürst von Serbien, verheiratet. 1945 wurde die Familie von ihren Besitzungen in Ungarn vertrieben. Um 1995 erwarben die Brüder József (* 1962) und István (Stefan) (* 1968) einen Teil des Weinguts in Kéthely zurück, das József vor Ort verwaltet; sie waren in Italien aufgewachsen, wo ihr Großvater Marchese Mario Incisa della Rocchetta in Bolgheri/Toscana den Wein Sassicaia produzierte. Stefan betreibt in Bolgheri eine Brauerei.
Das spätbarocke Schloss Hunyadi im niederösterreichischen Maria Enzersdorf ist nach Angehörigen dieser Familie benannt.

## Genetik
Knochenproben wurden im Jahr 2021 vom Institut für Ungarische Forschung aus dem Corvinus-Grab in der Kirche der Seligen Jungfrau Maria in Lepoglava entnommen. Sie stammten von den Überresten von Johann Corvinus und Christoph Corvinus und dienten der Bestimmung ihrer genetischen Zusammensetzung. Diese Informationen sind von entscheidender Bedeutung für eine mögliche Identifizierung der Überreste von König Matthias Corvinus unter den im Beinhaus von Székesfehérvár aufbewahrten Knochen. Dem Team um Endre Neparáczki gelang es, mit Hilfe der Next-Generation-Sequenzierungstechnologie das DNA-Profil der letzten beiden männlichen Mitglieder der Hunyadi-Familie erfolgreich zu identifizieren. Die genetische Studie wurde 2022 in der Fachzeitschrift Heliyon veröffentlicht.
Johann Corvinus und Christoph Corvinus trugen die väterliche Y-Chromosomen-Haplogruppe E1b1b1a1b1a6a1c~ (E-BY4281), die in Eurasien weit verbreitet ist. Diese Haplogruppe gehört zur E-V13-Klade, die ein Teil des E-M78-Zweigs ist. Die Vater-Sohn-Beziehung wurde ebenfalls genetisch bestätigt. Die nächsten antiken genetischen Übereinstimmungen zur väterlichen Haplogruppe der Hunyadi-Nachkommen stammen von einer Probe aus der Otrar-Karatau-Kultur der Eisenzeit in der kasachischen Steppe sowie von einer Probe aus dem mittelalterlichen Sardinien. Die nächsten genetischen Übereinstimmungen im Karpatenbecken mit dem Hunyadi-Genom wurden bei awarischen Individuen, elitären ungarischen Eroberern sowie bei einem ungarischen Adligen aus dem Mittelalter aus der Ungarischen Königlichen Basilika festgestellt.
Johann Corvinus gehört zur mitochondrialen Haplogruppe T2b, einer in ganz Eurasien weit verbreiteten mütterlichen Linie. Sein Sohn Christoph Corvinus gehört zur seltenen mitochondrialen Haplogruppe T2c1+146; seine mütterliche Linie war bereits in der Jungsteinzeit auf dem Gebiet des heutigen Ungarn präsent, kommt jedoch am häufigsten im Mittelmeerraum vor. Beide mütterlichen Linien stimmen mit der bekannten Herkunft ihrer Mütter überein.
Archäogenomische Analysen ergaben, dass Johann und Christoph Corvinus eine urtümlich europäische Genomzusammensetzung aufwiesen. Die Hauptbestandteile des Genoms von Johann Corvinus waren bereits vor Tausenden von Jahren im Karpatenbecken vorhanden. Die höchste genetische Übereinstimmung zeigte sich mit neolithischen Proben aus Europa – insbesondere mit solchen, deren Ursprung ebenfalls ins Karpatenbecken zurückverfolgt werden kann[1] – sowie mit neolithischen Proben aus Ungarn, darunter aus der transdanubischen Lengyel-Kultur, der Bodrogkeresztúr-Kultur, der Körös-Kultur und der Alföld-Linienbandkeramik-Kultur. Auch das Genom von Christoph Corvinus weist eine genetische Übereinstimmung mit einer Probe aus der kupferzeitlichen Vučedol-Kultur Kroatiens auf, die er von seiner Mutter geerbt hat. Das Genom der Corvinus-Linie enthält folgende genetische Mischkomponenten: 50 % neolithisch-anatolisch, 31 % alt-nordeurasisch, 8 % iranisch-neolithisch, 5 % westliche Jäger und Sammler, 3 % frühbronzezeitlich und 2 % Han. Auf individueller Ebene stimmten die zehn ähnlichsten genetischen Proben mit Funden aus Russland, Kroatien, Rumänien und Ungarn überein. Auf Bevölkerungsebene gruppierte sich das Genom mit Populationen aus Norditalien, Spanien, dem Baskenland, Frankreich, Kroatien und Ungarn. Die größte genetische Ähnlichkeit zum mittelalterlichen Genom der Corvinus-Linie zeigt sich bei heutigen Bevölkerungen Südeuropas sowie des Karpatenbeckens – ebenso wie bei einzelnen Personen aus der osteuropäischen Steppe.

## Weitere geadelte Familien Hunyadi
Folgende andere Familien sind zu erwähnen, wobei kaum Nachweise zur Verwandtschaft mit dem Stammgeschlecht zu erbringen sind:
- Hunyadi de Ádámos
- Hunyadi de Bihar (1654)
- Hunyadi de Hosszúaszó (1610)
- Hunyadi de Hunyad
- Hunyadi de Novaj
- Hunyadi de Zajkány
- Hunyadi-Búzás
- Hunyadi-Nagy
- Hunyady de Enyed
- Hunyady de Kis-Krsztyene et Nyitraszeg
- Hunyady de Nagyalmás alias Szeöts

## Persönlichkeiten mit dem Namen Hunyady
Es gibt mehrere Gelehrte und Schriftsteller des Namens Hunyadi, welche keinen verwandtschaftlichen Bezug zu den Hunyaden haben, unter anderem:
- Demetrius Hunyadi Banfy, der im 16. Jahrhundert lebte, unter Molnar zu Klausenburg studierte, dann nach Italien ging, wo er zu Padua sieben Jahre philosophische Studien betrieb und nach seiner Rückkehr in die Heimat Rektor zu Klausenburg wurde. Er bekannte sich zu den Reformen Blandratas und Franz Davidis, den Begründern der Unitarischen Kirche Siebenbürgens, entzweite sich aber bald von Franz Davidis und insbesondere von dem von Davidis vertretenden Nonadorantismus. So trat er gegen den Wohltäter seiner Jugend als Kläger auf. Von ihm erschienen die Schriften „De Disciplina ecclesiastica“ und „De Paedobaptismo“.[20]
- Franz Hunyady war zu Ende des 18. Jahrhunderts Prediger zu Debreczin und Superintendent der Superintendanz jenseits der Theiß. Er gab 1794 in zwei Bänden das Werk „Kereszteny archivarius avagy historiai gyujtemeny“ (Der christliche Archivar oder historische Sammlung) heraus. Außerdem wurden von ihm Landtagsreden und mehrere Bände Predigten gedruckt.
- Franz Hunyady war berühmt als Arzt, Philosoph und lateinischer Poet. Nachdem er England, Frankreich Belgien und Italien bereist hatte, erwarb er sich in seiner Heimat einen großen Ruhm als Mediziner. Er wurde Leibarzt, zuerst bei König Stephan, sodann Sigismund Bathory, Großfürsten von Siebenbürgen.[21]
- Stephan Hunyadi gab das Werk „Ars recte philosophandi seu vitam ex praescripto rationis moderandi desumta potissimum ex Dialogis Petrarchae de remediis utriusque fortunae“ heraus.